# 通戈瓦島
通戈瓦島（Tongoa）是瓦努阿圖的島嶼，位於太平洋海域，屬於謝潑德群島的一部分，長9公里、寬6公里，面積41平方公里，最高點海拔高度487米，2009年人口2,300。